# Municipio de Washington (condado de Darke)
El municipio de Washington (en inglés: Washington Township) es un municipio ubicado en el condado de Darke en el estado estadounidense de Ohio. En el año 2010 tenía una población de 1325 habitantes y una densidad poblacional de 16,16 personas por km².

## Geografía
El municipio de Washington se encuentra ubicado en las coordenadas 40°7′47″N 84°45′37″O / 40.12972, -84.76028. Según la Oficina del Censo de los Estados Unidos, el municipio tiene una superficie total de 82 km², de la cual 81,8 km² corresponden a tierra firme y (0,24 %) 0,19 km² es agua.

## Demografía
Según el censo de 2010, había 1325 personas residiendo en el municipio de Washington. La densidad de población era de 16,16 hab./km². De los 1325 habitantes, el municipio de Washington estaba compuesto por el 97,81 % blancos, el 0,91 % eran afroamericanos, el 0,38 % eran amerindios, el 0,53 % eran asiáticos y el 0,38 % eran de una mezcla de razas. Del total de la población el 1,66 % eran hispanos o latinos de cualquier raza.